# John Andrew Masjon
John Andrew Masjon, névváltozata: Massion (Dordrecht, Hollandia, 1817. február 7. – Pest, 1858. szeptember 19.) hajómérnök, hajóskapitány, az Óbudai Hajógyár igazgatója.

## Családja
Felesége: Martha Teasdale (Arundel, 1821– Budapest, 1891)
Gyermekei: John, James, Catharina, William, Julius és Béla voltak.

## Életútja

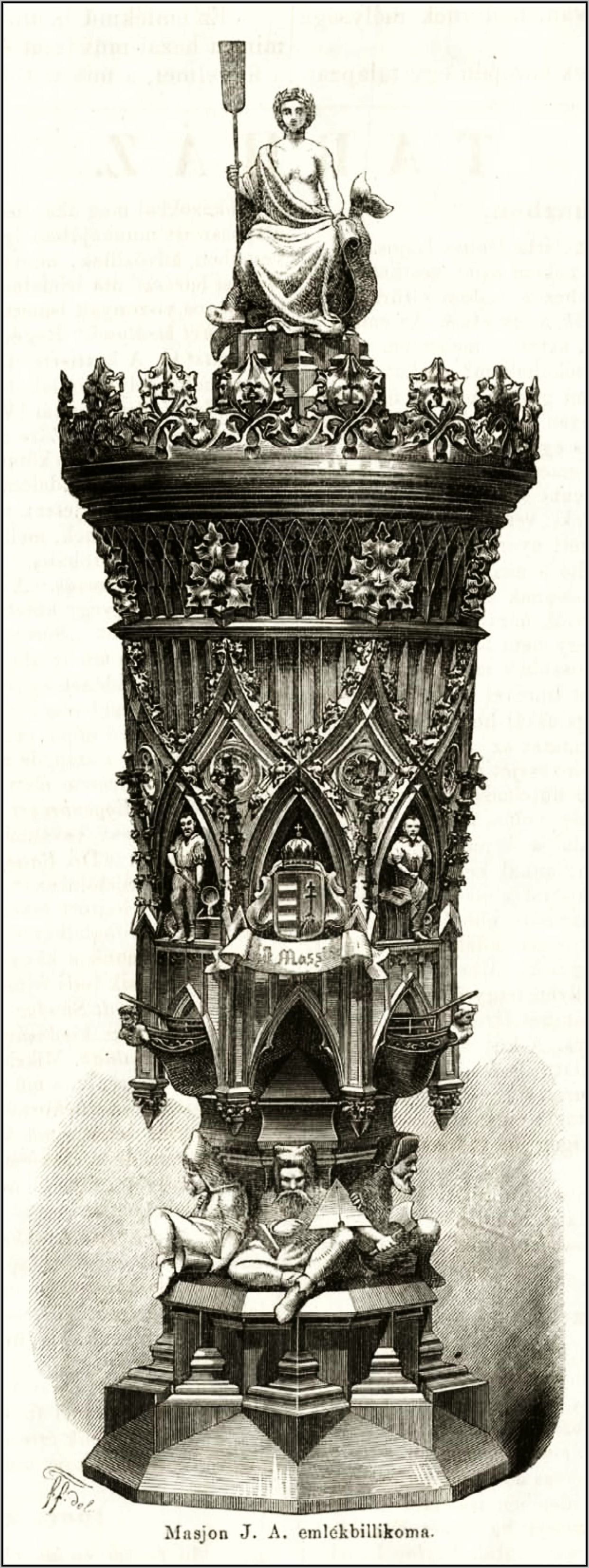
John Andrew Masjon búcsú ezüstserlege

Apja hajóskapitány volt. Apjának vitorlásain való hajósinaskodás, a hajózás szakmájának kitanulása után már 19 évesen holland hajóskapitányi oklevelet nyert. Apja halála után gőzhajókra is megszerezte kiképzését, s egy németalföldi gőzhajótársaság kapitánya lett. Egyidejűleg a társaság Rotterdam közelében lévő tynoordi hajógyárában a gépgyártás és hajóépítészet szakmáját is gyakorolta.
1837-ben felfigyelt rá Széchenyi István gróf, aki a magyar gőzhajózás és a Lánchíd építése ügyében járta körül az angol és európai ipari központokat, s Magyarországra hívta a Duna-Gőzhajózási Társasághoz.
Új állomáshelyén, 1838 elején, a tragikus pest-budai árvíz idején előbb Óbudán csónakokkal mentette a főként izraelita lakosokat Máriacellre, majd József nádor megbízásával a „Nádor” gőzös kapitányaként részt vett több ezer pesti lakos Budára menekítésében.
1838-tól a Duna-Gőzhajózási Társaság Bécs és Linz közötti hajóútvonalán bonyolította a vízi gőzüzemű forgalmat, s pár éves munkássága után az eredetileg 60 órás utat 16 órásra tudta redukálni. 1840-től a társaság a hajóépítési részlegét is rábízta, s az általa gyártott vashajó típusból 5–600 hagyta el a gyárat.
1841-ben a Vaskapun történő keresztüljutás kivizsgálását és megoldását bízta rá a társulat, s 1842-ben és 1843-ban az „István” és a „Károly” gőzösökkel, lóvontatás közbeiktatása nélkül kivitelezte az áthajózást.
1843-ban Ferdinánd császár az ő gőzhajóján tette meg az utat a pozsonyi országgyűlésre, melynek jutalmául egy gyémántgyűrűt kapott.
A Duna Gőzhajózási Társaság főfelügyelői állása mellett 1844-től az Óbudai Hajógyár igazgatója is lett, s az 1848/49-i vészterhes időkben is meg tudta a gyártelep épségét óvni. 1849-ben a társaság megbízta őt összes hajója műszaki irányításával, a birtokában lévő vonalakon. 1856. december végéig volt a gyár vezetője.
Igazgatósága idején a gyárban 70 gőzös mintegy 10 000 lóerővel, 300 „vasaljú” hajó egyenként 5000 mázsa teherképességgel, s 25 sertésszállító készült, a gyári személyzet létszáma pedig 400-ról 2700-ra nőtt. Az ő kezdeményezésére a Duna Gőzhajózási Társaságnál 1853-tól kezdtek behozni csavargőzös (hajócsavaros) rendszerű gőzhajókat.
Tapasztalatszerző utazásokat tett Németországba, Franciaországba, Angliába, sőt az Amerikai Egyesült Államokba is. Korszerűsítette a gyártást újabb gépek beszerzésével, a gépműhely, öntöde, gőzüzemű vashámor berendezésével, fűrész- és gyalugépek, faszárító készülékek vásárlásával.
1856 decemberétől megvált a hajógyártól, s a kereskedelmi minisztérium megbízásából a Tisza-szabályozás irányításához nevezték ki. A Tisza-szabályozási Központi Felügyelőség Masjon kotró vállalatával szerződést kötött a Tisza átvágások kotrására. Masjon 130 000 Ft befektetéssel két kis, 16 LE-s gőzkotrót vásárolt (az „Árkászt” és a „Dúlót”); az első négy év alatt 296 442 köböl földet mozgatott meg s ezért 1 150 625 Ft-ot kapott.
Más építési munkákban is részt vett apósa, a kőszobrász, kőműves családból származó ifjabb James Teasdale mellett. A Széchenyi kezdeményezte Lánchíd építésekor az Adam Clark által kinevezett angol főpallér, ifjabb James Teasdale irányította George Burge fővállalkozó megbízása és szakmai együttműködése alapján az alapozási-cölöpözési és kőműves munkálatokat, melyekbe bevonta fiait, legifjabb James Teasdale-t és William Cowell Teasdele-t, valamint Martha nevű lányának férjét, a holland John Masjon hajómérnököt.
1849 után, a Lánchíd felavatását követően betársult az apósa által alapított építési vállalkozásba (Budai Vár, Dísz tér 210. első emelet) – két sógorával, legifjabb James (1824–1865) és William Cowell Teasdale-lel (1830–1899) együtt. Többek között a Duna-part (korzó) kivitelezésén és hosszú időn keresztül a Tisza szabályozásán (Szeged feletti ágak átvágásán) dolgoztak.
Az 1849. november 20-án felavatott Lánchíd Budán a Várhegynek szaladt, ami kikényszerítette az alagút megépítését. Ezért Széchenyi már 1842-ben szorgalmazta a Várhegy keresztülfúrását. W. T. Clark korábbi terveit Adam Clark finomította. Az alagút építésében legifjabb James Teasdale (1824–1865), valamint testvérének Marthának férjeként, Masjon is részt vettek. A kocsiforgalom részére 1857. április 30-án nyitották meg.
Sógorával, William Cowell Teasdale-lel a Pesti Fűrész- és Gyalumalom Társaság (Pesti Fűrész és Gyalulógyár) alapító részvényese is volt.
Martha Teasdale (1821–1891) John Masjon (Massion) felesége fejezte be az ún.  Masjon-ház építtetését Máltás Hugó építésszel (1860–1862 között) a budai Fő utca és a Jégverem utca sarkán. A Dunára néző romantikus homlokzat fő reliefjén Masjon fejét ábrázoló szobor látható.
A Vízivárosi temetőben levő Masjon–Teasdale családi sírboltban temették el, majd a temető 1930. évi lezárása és 1939. évi szanálása után a hamvaikat áttemették a Németvölgyi temetőbe, végül a Kerepesi temetőben kerültek végső nyugalomra. John Masjon mai sírhelye ismeretlen (talán James Teasdale Fiumei úti temetőben lévő sírjában van elhelyezve (Fiumei úti temető, Budapest. 17/1 Parcella, 1. sor, 53. sír).

## Kitüntetése
- Ferdinánd császártól 1843-ban gyémántgyűrűt kapott.
- 1857 augusztusában az Óbudai Hajógyár alkalmazottai egy emlékalbumot nyújtottak át számára.[8]
- Ugyancsak 1857. augusztus 1-jén, Masjon lakásán egy művészi ezüstserleget adományoztak neki, melyet a Óbudai Hajógyárban töltött igazgatói működésének emlékére készíttettek számára Feszl Frigyes építész tervei alapján.  A gótikus stílusú serlegen a „Franz”, a „Maria Dorothea”, a „Radetzky” és a „Hildegarde” hajók oromzatai is láthatóak, tetején Danubia ül egy delfinen, bal kezével Buda-Pest címerére támaszkodik, a jobb kezében kormánylapátot tart.[9]